# FC Baden
FC Baden jest szwajcarskim klubem piłkarskim z siedzibą w Baden, kanton Aargau. Miasteczko położone jest niedaleko miasta Zurych. Klub został założony w 1897 r. Obecnie składa się z 22 zespołów piłkarskich, sprofilowanych według wieku graczy, w tym 5 zespołów kobiecych. Obecnie klub gra w Swiss Promotion League.

## Historia
Klub powstał w 1897 r. Największym sukcesem jest udział w rozgrywkach Swiss Super League w sezonie 1985-86. Klub zakończył tenże sezon na ostatnim 16. miejscu w tabeli, co oznaczało degradację. Do chwili obecnej jest to największe osiągnięcie w jego historii. 
Po spadku ze Swiss Super League, klub grał w niższej Swiss Challenge League. W sezonie 2005-06 na skutek słabej gry, spadł i z tej klasy rozgrywkowej. Od tego czasu, aż do chwili obecnej klub uczestniczy w rozgrywkach szwajcarskiej trzeciej ligi. W sezonie 2007/2008 FC Baden miało olbrzymią szansę na powrót do Challenge League. 
W ostatnich latach, głównie z powodu finansowych problemów, klub zmuszony został do postawienia na młodych graczy, czasem posiłkując się zawodnikami wypożyczonymi z klubu FC Aarau, z którym to posiada bardzo dobre stosunki.

## Stadion
FC Baden rozgrywa swoje mecze na stadionie Esp Stadium we Fislisbach. Jest on położony kilka kilometrów od centrum Baden. Jest w stanie pomieścić 7000 widzów, przy czym tylko 1000 miejsc to miejsce siedzące z krzesełkami, reszta to miejsca znajdujące się na tarasach okalających obiekt.

## Znani piłkarze grający kiedyś w klubie
- Daniel Gygax
- Rui Marques
- Danny Tiatto
- Mladen Petrić
- Diego Benaglio
- Alan Brazil
- António Carlos dos Santos
- Vedad Ibišević
- Paulo Menezes
- Flavio Schmid